# Carlandrea
Carlandrea is een kevergeslacht uit de familie van de boktorren (Cerambycidae). De wetenschappelijke naam van het geslacht werd voor het eerst geldig gepubliceerd in 1999 door Sama & Rapuzzi.

## Soorten
Carlandrea is monotypisch en omvat slechts de volgende soort:
- Carlandrea syriaca (Pic, 1891)